# 王后宫
皇后宫，又称皇后之屋，是舊的皇家住所，由查理一世在1616年至1635年为安娜王后修建，位于普拉森舍宫附近。继任国王查理一世的皇后亨利埃塔·玛丽亚也钟爱此处。

## 建筑特色
主体建筑是一座白色二层建筑，也是英国历史上第一栋呈现帕拉第奧式風格的建筑物